# 차코피그미주머니쥐
차코피그미주머니쥐(Chacodelphys formosa)는 주머니쥐목에 속하는 유대류의 일종이다. 최근에 기록되었으며, 차코피그미주머니쥐속(Chacodelphys)의 유일종이다. 